# 横浜薬科大学
横浜薬科大学（よこはまやっかだいがく、英語: Yokohama University of Pharmacy）は、神奈川県横浜市戸塚区俣野町601に本部を置く日本の私立大学。2006年創立、2006年大学設置。大学の略称は浜薬（はまやく）。

## 概観

### 大学全体
2006年4月に横浜市戸塚区の横浜ドリームランド跡地に開学した。都築学園グループが設置する薬科大学としては3校目に当たり、学校法人都築第一学園が運営する。開学時は6年制の健康薬学科、漢方薬学科、臨床薬学科を設置。漢方薬の専門学科を設置している大学は珍しく、2021年現在では横浜薬科大学と第一薬科大学のみである。また、2015年4月に創薬研究者の育成、ならびに中学校や高等学校の理科教員の養成を目的として4年制の薬科学科を設置した。

### 建学の精神
「個性の伸展による人生練磨」のもとに、より豊かに、より高く、創造的に自己を完成させることを目指した生き方を推進する人材を育成する。また人の苦しみが分かる「惻隠の心」をもち、人間性、倫理観ならびに国際感覚を兼ね備えた医療人を世に送り出す。

## 沿革

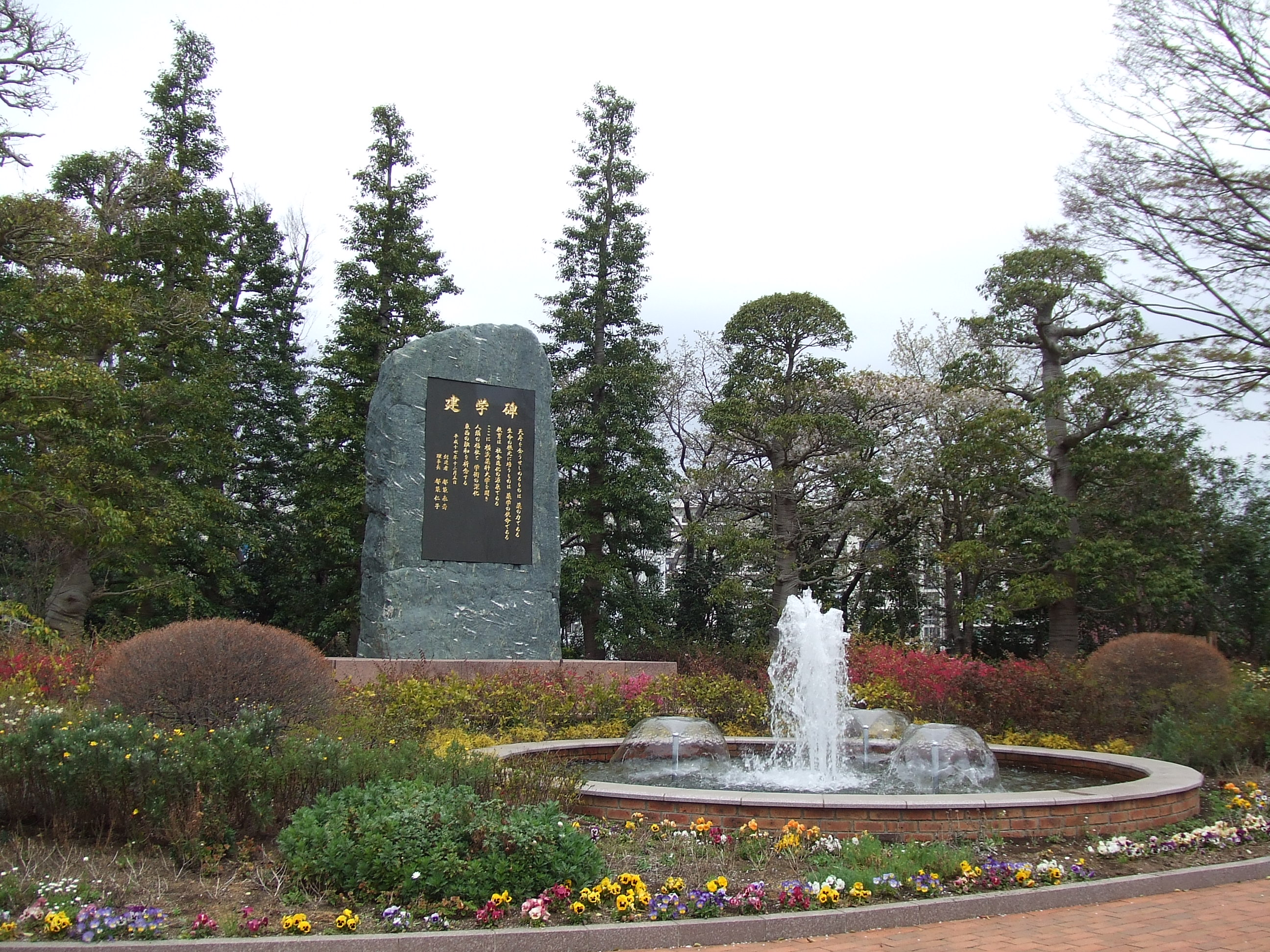
横浜薬科大学 建学碑

- 1979年3月 - 都築第一学園設立認可。室住幼稚園を学校法人都築学園から設置者変更認可
- 2004年11月 - 大学設置準備に伴う寄付行為変更認可
- 2005年
  - 4月 - 私立学校法変更に伴う寄付行為変更認可
  - 12月 - 文部科学省より大学設置認可
- 2006年4月 - 開学。薬学部（6年制：健康薬学科・漢方薬学科・臨床薬学科）設置
- 2007年4月 - 室住幼稚園をむろずみ幼稚園と改称。むろずみ保育園設置認可。認定こども園むろずみこども園に認定
- 2009年
  - 4月 - 健康薬学科、臨床薬学科の入学定員を変更。ドリームランド前バス停を俣野公園・横浜薬大前に名称変更
  - 7月 - ローソン横浜薬科大学店開店。ガーデンラウンジ開設。俣野公園野球場のネーミングライツ取得
  - 8月 - 俣野公園野球場を俣野公園・横浜薬大スタジアム（通称：ハマヤクスタジアム）と命名
  - 9月 - キャリアセンター設置
- 2010年
  - 4月 - 「神奈川県公共的施設における受動喫煙防止条例」施行に伴い学内全面禁煙へ移行
  - 6月 - 漢方薬学科の大類洋教授が日本学士院賞を受賞
- 2011年7月 - ローズガーデン（カフェテリア）開設。自習室（200名収容）開設
- 2012年
  - 3月 - 第1期生学位授与式
  - 9月 - 第1回薬物乱用防止キャンペーンを横浜市および横浜市薬剤師会と共同開催
- 2013年
  - 6月 - 江崎玲於奈（Leo Esaki）記念ホール竣工
  - 9月 - 体育館リニューアル・弓道場開設
- 2014年10月 - 各階に小自習室を開設
- 2015年
  - 3月 - 韓国の慶煕大学と教育・学術交流協定を締結。薬学教育の充実を図り、長野県に軽井沢セミナーハウスを竣工
  - 4月 - 薬学部薬科学科（4年制）設置。それに伴い、英称を「Yokohama College of Pharmacy」から「Yokohama University of Pharmacy」へ変更
- 2015年9月 - 横浜市と災害時における救援物資（医薬品）の取扱いに関する協定を締結
- 2015年
  - 4月 - 薬科学科に教職課程（中学校・高等学校「理科」）認可
  - 12月 - 深谷町ふれあい公園（農園付公園）のネーミングライツ契約の締結
- 2016年4月 - 深谷町ふれあい公園をハマヤク農園と命名
- 2016年12月 - 開学10周年にあたり「学歌」の制定とオーケストラを結成
- 2017年10月 - 厚生棟の学生食堂がリニューアルオープン
- 2019年4月 - 大学院薬学研究科（薬科学専攻（修士課程）、薬学専攻（博士課程））を設置

## 学部・学科
- 薬学部（6年制）
  - 健康薬学科（6年制）
  - 漢方薬学科（6年制）
  - 臨床薬学科（6年制）
  - 薬科学科（4年制）

## 大学院
- 薬学研究科
  - 薬学専攻・博士課程（4年制）
    - 入学定員：3名（計12名）

  - 薬科学専攻・修士課程（2年制）
    - 入学定員：8名（計16名）

## 教育
大学は、その教育研究水準の向上に資するため、教育及び研究、組織及び運営並びに施設及び設備の状況について自ら点検及び評価を行い、その結果を公表するとともに、政令で定める期間ごと（7年以内）に、文部科学大臣の認証を受けた認証評価機関による認証評価を受けることが学校教育法により定められている。	
横浜薬科大学では、認証評価制度によって高等教育機関の評価を行っている日本高等教育評価機構において平成27年度大学機関別認証評価を受審し、平成28年3月8日付で同機構が定める大学評価基準に適合していると認定された。

## 薬剤師国家試験合格率
第101回薬剤師国家試験合格率
- 合格率（総合）：67.40％（出願者数372人、受験者数362人、合格者数244人）：合格率（新卒）78.79％

## 施設
- 図書館棟（旧ホテルエンパイア棟）
- 展望ラウンジ
- ガーデンラウンジ
- 温室
- グリーンガーデン
- 日本庭園
- 噴水（セブンシーズ）
- 体育館
- 屋内テニスコート
- 講義棟
- 模擬薬局
- 中央機器室
- LL教室
- 研究実習棟
- 動物実験棟
- 実務実習センター
- 薬学教育センター
- 自習室
- 小自習室（各階）
- 学生相談室
- 医務室
- 事務棟
- 厚生棟（食堂）
- ローズガーデン（カフェテリア）
- ローソン横浜薬科大学店
- グリーンコート
- 横浜薬科大学ボウリング場
- 弓道場
- 学生シャワー室
- 学生ロッカー室（男女別）
- 学生部室

## セミナーハウス
- 横浜薬科大学セミナーハウス「かるいざわグリーンヴィラ」

旧防衛庁共済組合軽井沢保養所を取得・リニューアル設置された。フレッシュマンセミナー、サークル合宿、勉強合宿、研修などで使用される。

## 学生生活
9時始業。
部・サークルが学生有志によって立ち上げられ、活動している。

### 文化部・同好会
- 軽音楽部
- 吹奏楽部
- オンナクラッケ（映画制作）
- ボウリング同好会
- 映画鑑賞会
- 鉄道研究会
- 演劇同好会～Schauspiel～
- 漫画研究会
- 学生研究会
- 弦楽同好会
- 猫目・犬科（勉強会）
- E.F.C
- ベネボル
- ハマヤク会
- 濱薬仁会
- 天文学同好会
- 写真同好会
- UNITED（ダンス）
- SSC

### 運動部・同好会
- 空手部
- 硬式テニス部
- サッカー部
- 陸上部
- 野球部
- バスケット部
- ダンス部（LOCO LOCA）
- SEASON SPORT
- バドミントン
- 風弓会（旧弓道）
- 籠球サークル
- フットサル
- バレーボール
- 剣道
- 軟式テニス同好会
- スキー同好会
- 卓球同好会

## 主な卒業生
- さくらこ - タレント・レースクイーン・モデル（2013年4月入学〜2022年3月卒業）
- 新田ゆう - モデル・女優・グラビアアイドル（2013年4月入学〜2022年3月卒業）

## 対外関係

### 学術提携校
- オックスフォード大学セント・アンズカレッジ
- ケンブリッジ大学フィッツ・ウイリアムカレッジ
- デュケイン大学薬学部
- 中国医薬大学
- 国立陽明大学薬学部
- 台北医学大学薬学部
- 慶煕大学校
- 東義大学校
- ハワイ大学ヒロ校

### 教育交流協定
- 天津中医薬大学
- 天津中医薬大学日本校
- 横浜創学館高等学校
- 三浦学苑高等学校
- 橘学苑中学校・高等学校
- 緑ヶ丘女子中学校・高等学校
- 横浜学園高等学校
- 横浜清風高等学校
- 湘南学院高等学校
- 高木学園女子高等学校
- 立花学園高等学校
- 白鵬女子高等学校
- 藤沢翔陵高等学校
- 帝京中学校・高等学校
- 横須賀学院高等学校
- 向上高等学校
- 清心女子高等学校
- 関東学院六浦中学校・高等学校
- 自修館中等教育学校
- 常総学院高等学校
- 国立音楽大学附属中学校・高等学校

## 主な関連校
- 日本経済大学
- 神戸医療福祉大学
- 第一工業大学
- 第一薬科大学
- 日本薬科大学
- 福岡こども短期大学
- 第一幼児教育短期大学
- 第一薬科大学付属高等学校
- 福岡第一高等学校
- 鹿児島第一高等学校
- 鹿児島第一中学校
- リンデンホールスクール小学部
- リンデンホールスクール中高学部

## 交通
- 交通アクセス
  - 戸塚駅（JR東日本、横浜市営地下鉄） 西口戸塚バスセンター2番
  - 大船駅（JR東日本・湘南モノレール）　西口バスターミナル5番
  - 藤沢駅（東海道線 (JR東日本)・小田急江ノ島線・江ノ島電鉄）　北口バスターミナル5番
  - 湘南台駅（小田急江ノ島線・相鉄いずみ野線・横浜市営地下鉄）　東口バスのりば2番
  - 立場駅（横浜市営地下鉄）立場ターミナル4番
  - 下飯田駅（横浜市営地下鉄）

以上の駅から、神奈川中央交通バス「俣野公園・横浜薬大前行」または「ドリームハイツ行」。
湘南台駅と俣野公園・横浜薬大前バス停の間では「直行便」が出ている。
大船駅・横浜市営地下鉄下飯田駅からスクールバスが出ている。駐機場の関係から送り便として戸塚駅にスクールバスが出ている。